# أحمد النقبي (لاعب كرة قدم مواليد 1998)
أحمد عامر النقبي مواليد 9 مارس 1998، لاعب كرة قدم إماراتي يجيد اللعب في الهجوم مع نادي كلباء الإماراتي .

## نادي ليغانيس
وقع عقد احتراف مع زميله مايد محسن في نادي ليغانيس الإسباني ضمن خطة مجلس الشارقة لتطوير اللاعبين 